# ГЕС Çatalan
ГЕС Çatalan – гідроелектростанція на півдні Туреччини. Знаходячись між ГЕС Менташ (49,5 МВт, вище по течії) та ГЕС Сейхан, входить до складу каскаду на річці Сейхан, яка протікає через Адану та впадає до Середземного моря.
В межах проекту річку перекрили земляною греблею висотою 82 метри, довжиною 894 метри та товщиною по гребеню 12 метрів, яка потребувала 17,5 млн м3 матеріалу. На час будівництва воду відвели за допомогою двох тунелів загальною довжиною 1,8 км з діаметром 8,5 метрів. Гребля утримує водосховище з площею поверхні 81,9 км2 та об’ємом 2126 млн м3 (корисний об'єм 720 млн м3) в якому припустиме коливання рівня поверхні між позначками 115 та 125 метрів НРМ (у випадку повені останній показник може збільшуватись до 126,5 метра НРМ, а об’єм зростає ще на 139 млн м3). 
Пригреблевий машинний зал обладнано трьома турбінами типу Френсіс загальною потужністю 168,9 МВт, які при напорі у 53,6 метра повинні забезпечувати виробництво 596 млн кВт-год електроенергії на рік.